# جوئلسون (بازیکن فوتبال، زادهٔ ۱۹۷۶)
جوئلسون رودریگز داسیلوا (به پرتغالی: Joílson Rodrigues da Silva) یا جوئلسون متولد ۸ دسامبر ۱۹۷۶ در آراتاکا، ایتابونا، در باهیا یک بازیکن پیشین فوتبال برزیلی است. وی سابقه حضور در ایران و بازی برای تیم استقلال را دارد.

## دوران حرفه‌ای

### ذوب‌آهن
جوئلسون حضور در فوتبال ایران را با بازی در تیم ذوب‌آهن آغاز کرد. او در این فصل موفق به زدن هفت گل برای اصفهانی‌ها شد. داسیلوا در اولین بازی خود با پیراهن ذوب‌آهن موفق به هتریک در برابر ابومسلم شد.

### استقلال
جوئلسون در ابتدای فصل ۸۶–۱۳۸۵ به استقلال پیوست و در ۱۱ بازی لیگ برای این تیم به میدان رفت. جوئلسون در این بازی‌ها ۳ گل برای استقلال به ثمر رساند.

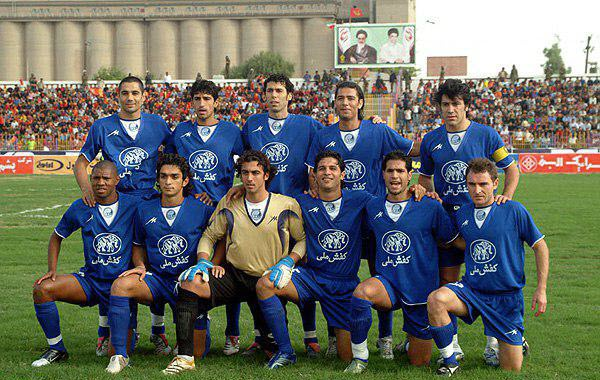
داسیلوا در عکس تیمی استقلال